# Congerstone
Congerstone – wieś w Anglii, w hrabstwie Leicestershire, w dystrykcie Hinckley and Bosworth, w civil parish Shackerstone. Leży 4 km od Market Bosworth. W 1931 roku civil parish liczyła 209 mieszkańców. Congerstone jest wspomniana w Domesday Book (1086) jako Cuningestone.